# Nová Ves (Hora Svatého Šebestiána)
Nová Ves (deutsch Neudorf) ist ein Ortsteil der Gemeinde Hora Svatého Šebestiána (deutsch: Sebastiansberg) in Tschechien.

## Geographie
Die Ortschaft liegt in Westböhmen, etwa zwölf Kilometer nordwestlich von Chomutov (Komotau) und erstreckt sich entlang des Baches Novoveský potok auf dem Kamm des sächsisch-böhmischen Erzgebirges.
Nördlich entspringt der Bach Křimovský potok, der den Ort im Osten umfließt. Im Norden erhebt sich der Herrnsteinberg, nordöstlich der Menhartický vrch (Müllerberg, 848 m), im Osten der Tschoschler Berg (764 m), südlich der Nad nádražím (786 m) und im Nordwesten der Novoveský vrch (Neudorfer Berg, 885 m). Am östlichen Ortsrand führt die Staatsstraße I/7 von Chomutov nach Reitzenhain vorbei. Nová Ves liegt an der Bahnstrecke Chomutov–Vejprty.
Nachbarorte sind Hora Svatého Šebestiána im Norden, Nový Dům im Nordosten, die Wüstungen Menhartice und Stráž im Osten, Křimov im Südosten, Celná und Kýšovice im Süden, Výsluní im Südwesten sowie das sächsische Dorf Satzung und das wüste Jilmová im Nordwesten.

## Geschichte

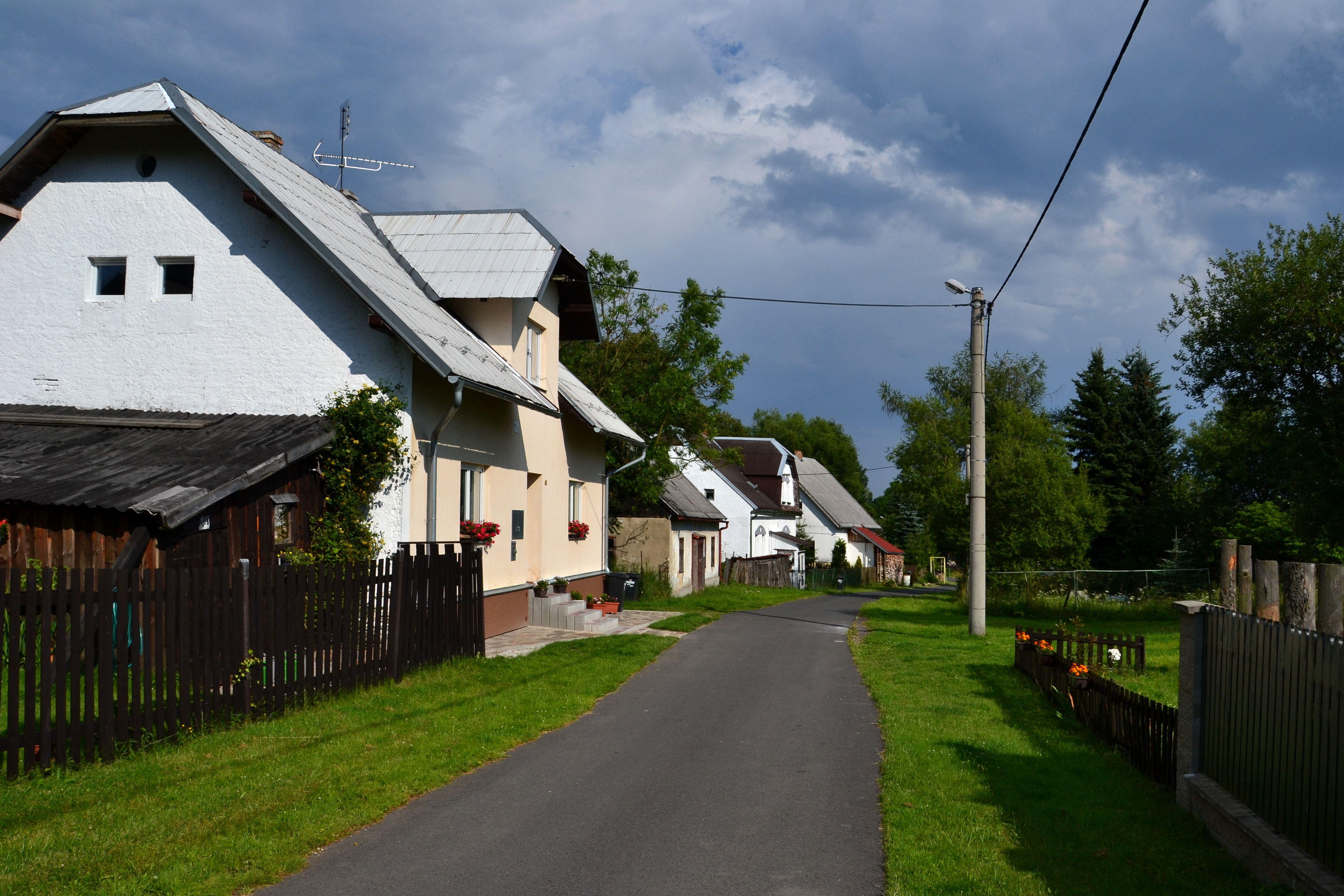
Häuser an der Hauptstraße in Nová Ves

Die erste schriftliche Erwähnung von Großen Neundorff stammt aus dem Jahre 1345. Seit 1361 ist die Existenz einer Kirche überliefert, die als Filiale von Krima eingerichtet wurde. Im Jahre 1379 besaß Neundorf das Braurecht. Zwischen 1382 und 1411 gehörte Neundorf zu den Besitzungen des Deutschritterordens in Komotau. In der Umgebung des Dorfes wurde seit der Mitte des 14. Jahrhunderts Bergbau auf Silber, Zink und Kupfer betrieben. 1511 wurde das Dorf als Newdorff auff dem gepyrg, später auch als Neundorf bezeichnet. Durch seine Lage an der Landesstraße von Komotau nach Leipzig war der Ort bei allen Kriegen in der Zeit des Heiligen Römischen Reiches von Militärdurchzügen betroffen. Bei ihrem Freikauf aus der Untertänigkeit kaufte die Stadt Komotau im Jahre 1605 auch das aus 22 Anwesen bestehende Dorf Tschoschl. Seine Bewohner wurden fortan dem der Freien Königlichen Stadt gehörigen Gut Schönlind frondienstpflichtig. Im Jahre 1606 wurden die Kirche zu Mariä Himmelfahrt und der Friedhof neu geweiht.
1834 wurde eine Kirche im klassizistischen Stil erbaut, 1844 wurde ein Turm angebaut. Nach der Aufhebung der Patrimonialherrschaften bildete Neudorf / Nová Ves ab 1850 eine politische Gemeinde im Gerichtsbezirk Sebastiansberg bzw. Bezirk Komotau. 1868 begann der Bau der Bahnstrecke Komotau-Weipert durch die Buschtěhrader Eisenbahn. Vier Jahre später wurde die Strecke eingeweiht. 1875 wurde noch die abzweigende Strecke nach Reitzenhain in Betrieb genommen. Nach dem Niedergang des Bergbaus wurde Neudorf zu einem Zentrum der erzgebirgischen Spitzenklöppelei. Am 2. Dezember 1898 nahm die Erzgebirgische Klöppelschule Neundorf den Unterricht auf. Nach der Gründung der Tschechoslowakei wurde sie 1918 dem staatlichen Schulamt für Heimindustrie in Prag unterstellt. 1930 lebten sechzehn Tschechen im Ort.
Nach dem Ersten Weltkrieg wurde die Region 1919 der neu geschaffenen Tschechoslowakei zugeschlagen.
Aufgrund des Münchner Abkommens kam das Dorf 1938 an das Deutsche Reich und gehörte bis 1945 zum Landkreis Komotau, Regierungsbezirk Eger, im Reichsgau Sudetenland. 1939 lebten in der Gemeinde 1193 Menschen.
In den letzten Tagen des Zweiten Weltkriegs führte am 16. und 17. April 1945 ein Todesmarsch von KZ-Häftlingen von Reitzenhain über Ulmbach, Sebastiansberg, Neudorf, Domina, Schönlind, Oberdorf und Komotau ins Nordböhmische Becken.
Nach dem Ende des Zweiten Weltkriegs kam Neudorf erneut zur Tschechoslowakei. In der Folgezeit wurde die Mehrheit der deutschsprachigen Einwohner vertrieben. Die Tradition der Spitzenklöppelei erlosch mit der Vertreibung der Deutschen.
Mit Beginn des Jahres 1961 erfolgte die Eingemeindung nach Hora Svatého Šebestiána. Im Jahre 1964 wurde ein Versuch der Reaktivierung der Klöppelschule unternommen. Die Kirche wurde 1967 und die Kapelle in den 1970er Jahren abgerissen. Im Jahre 2001 bestand das Dorf aus 29 Wohnhäusern, in denen 81 Menschen lebten.

### Demographie
| Jahr | Einwohner | Anmerkungen                       |
| ---- | --------- | --------------------------------- |
| 1785 | 0k. A.    | 112 Häuser                        |
| 1845 | 0917      | deutsche Einwohner in 135 Häusern |
| 1869 | 1102      | [ 2 ]                             |
| 1880 | 1180      | [ 2 ]                             |
| 1890 | 1201      | [ 2 ]                             |
| 1900 | 1180      | [ 2 ]                             |
| 1910 | 1259      | [ 2 ]                             |
| 1921 | 1249      | [ 2 ]                             |
| 1930 | 1422      | davon 16 Tschechen                |
| 1939 | 1193      | [ 5 ]                             |
| 1950 | 238       | [ 2 ]                             |
| 1961 | 244       | [ 2 ]                             |
| 1970 | 152       | [ 2 ]                             |
| 1980 | 125       | [ 2 ]                             |
| 1991 | 74        | [ 2 ]                             |
| 2001 | 71        | [ 2 ]                             |
| 2011 | 103       | [ 2 ]                             |

## Söhne und Töchter der Gemeinde
- Walter Klinger (Wawrschustergung) (* 1923), Heimatdichter

## Sehenswürdigkeiten
- Gedenkstein für die Opfer des Todesmarsches vom 16. und 17. April 1945, nordwestlich des Dorfes
- Reste der Kapelle Pfaffkapelle, auch als Toblerkapelle bezeichnet, südwestlich des Dorfes. Die Kapelle wurde in der Mitte des 19. Jahrhunderts von der Müllerfamilie Pfaff auf deren Grund erbaut. Sie wurde in den 1970er Jahren teilweise abgebrochen.

## Tourismus
Durch Nová Ves führt die böhmische Route des Europäischen Fernwanderwegs E3.